# Liste des codes postaux en Pologne

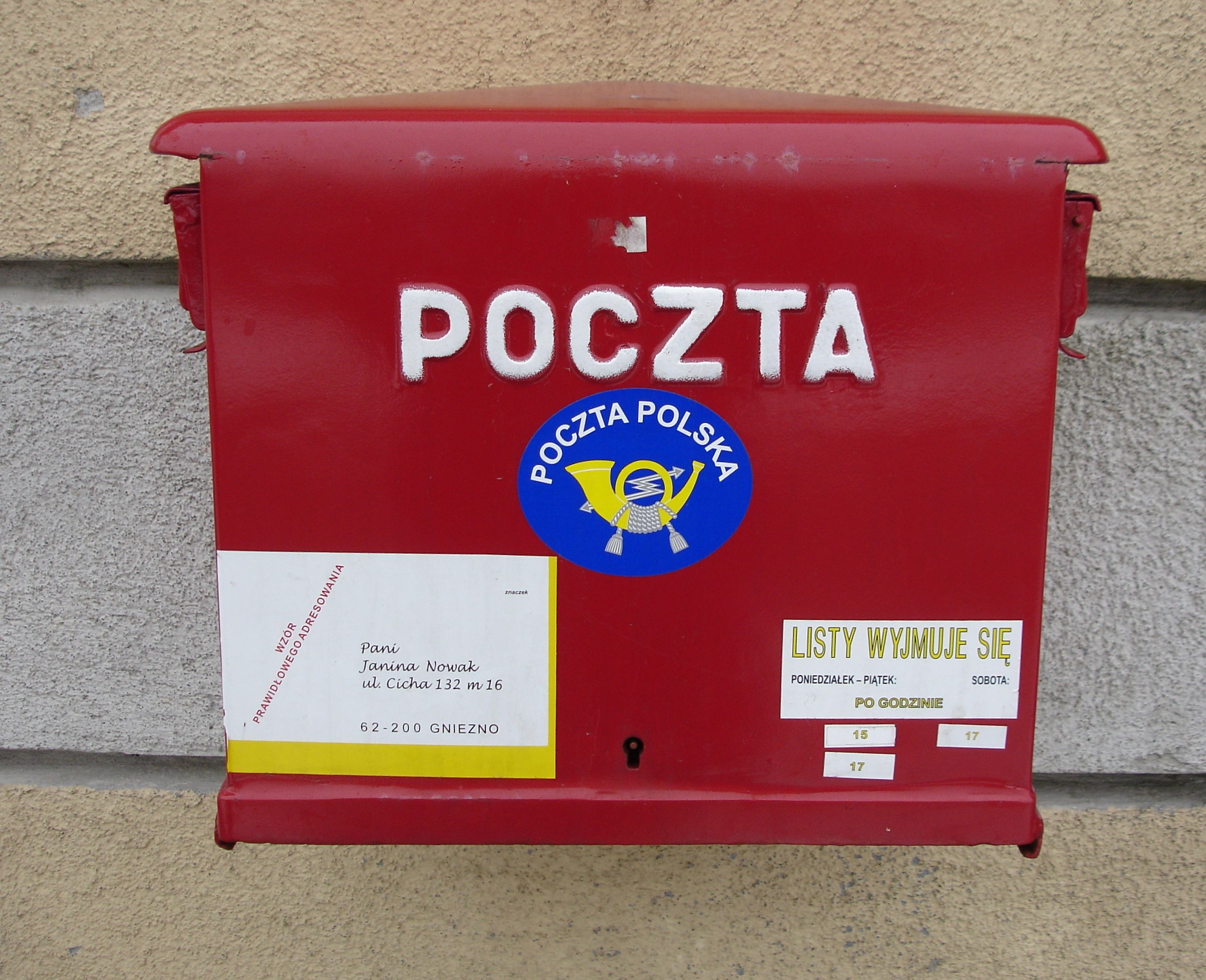
Boîte aux lettres polonaise.

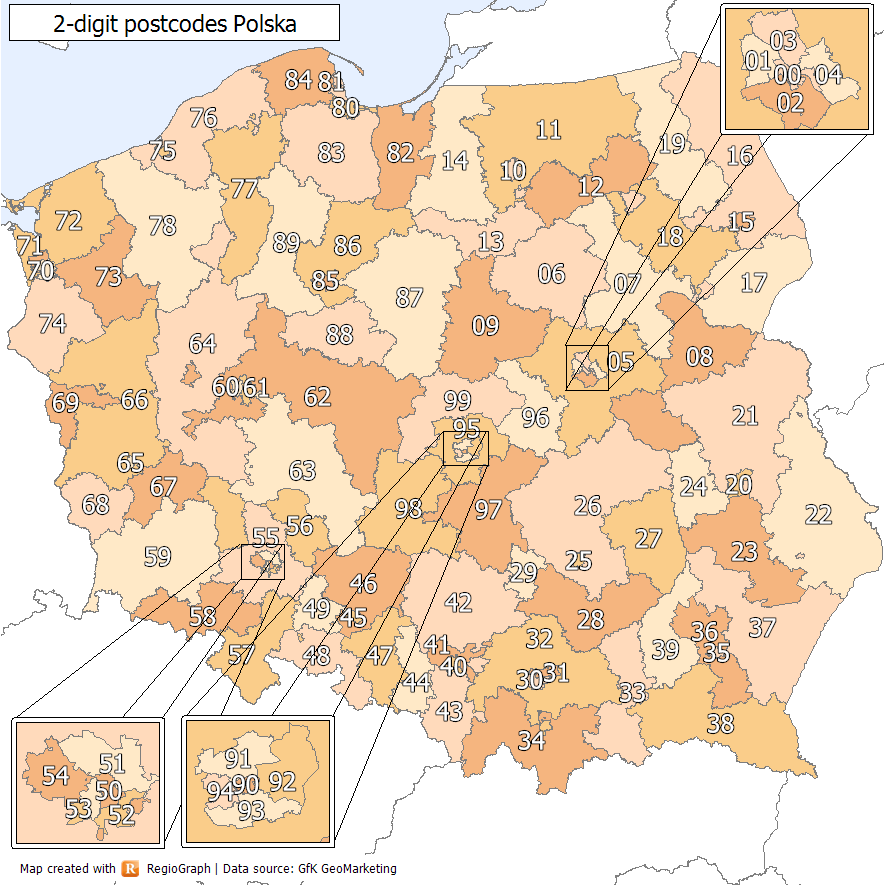
Zones polonaises de codes postaux à 2 chiffres.

Les codes postaux en Pologne consistent en des séries de 5 chiffres placés selon le format suivant : xy-zzz.
Le premier chiffre du code représente le district postal, le second les subdivisions géographiques majeures de ce district, et les trois chiffres après le tiret : le bureau de poste, ou en cas de grandes villes : certaines rues particulières, parties de rues ou même des adresses séparées (dans ce dernier cas, le code est présenté sous une forme : xy-9zz). 
Le code postal 70-952 signifie donc : 
- 7 - district postal de Szczecin,
- 0 - subdivision de ce district, dans ce cas la zone ouest de Szczecin,
- 9 - signifie un code spécial, et
- 52 - bureau du district Attorney (Prokuratura Okręgowa).

Les districts postaux et leurs subdivisions ne sont pas liées à la division administrative de la Pologne. 6 50 74 29 84
Qants en Pologne :
- 00-999 - Telewizja Polska (Télévision polonaise)
- 00-001 - bureau de poste N°1 de Varsovie
- 00-902 - Sejm (Diète) : chambre basse du Parlement, équivalent de la Chambre des députés

## Autres codes postaux

### 00-09
- 00-... à 02-... - Varsovie (zone ouest)
- 03-... à 04-... and some 05-... - Varsovie (zone est)
- 05-100 - Nowy Dwór Mazowiecki
- 05-118 à 05-122 - Legionowo
- 05-200 - Wolomin
- 05-300 à 05-301,  303 - Minsk Mazowiecki
- 05-400 à 05-402 - Otwock
- 05-500 - Piaseczno
- 05-600 - Grójec
- 05-660 - Warka
- 05-800, 05-803, 05-804 - Pruszków
- 05-822 - Milanówek
- 05-825 à 05-827 - Grodzisk Mazowiecki
- 05-850 - Ożarów Mazowiecki
- 06-100 - Pułtusk
- 06-200 - Maków Mazowiecki
- 06-300 - Przasnysz
- 06-400 - Ciechanów
- 06-500 à 06-501 - Mława
- 07-100 - Węgrów
- 07-200, 07-202 - Wyszków
- 07-300, 07-302 - Ostrów Mazowiecka
- 07-400 à 07-417 - Ostrołęka
- 08-100 à 08-119 - Siedlce
- 08-200 - Łosice
- 08-300, 08-301 - Sokołów Podlaski
- 08-400 - Garwolin
- 08-500 - Ryki
- 08-530 - Dęblin
- 09-100 - Płońsk
- 09-200 - Sierpc
- 09-300 - Żuromin
- 09-400 - Płock
- 09-500 - Gostynin

### 10-19
- 10-001 à 10-959 et 11-041 - Olsztyn
- 11-010 - Barczewo
- 11-100 à 11-102 - Lidzbark Warmiński
- 11-400 - Kętrzyn
- 11-500 - Giżycko
- 11-600 - Węgorzewo
- 11-700 à 11-709 - Mrągowo
- 12-100 à 12-102 - Szczytno
- 12-200 - Pisz
- 13-100 - Nidzica
- 13-200 - Działdowo
- 13-230 - Lidzbark
- 13-300 - Nowe Miasto Lubawskie
- 14-200 à  14-210 - Iława
- 15-001 - Białystok
- 16-300 à 16-303 - Augustów
- 16-400 à 16-403 - Suwałki
- 17-100 à 17-102 - Bielsk Podlaski
- 17-200 - Hajnówka
- 17-300 - Siemiatycze
- 18-100 à 18-101 - Łapy
- 18-200 - Wysokie Mazowieckie
- 18-300 à 18-301 - Zambrów
- 18-400 à 18-404 - Łomża
- 18-500 - Kolno
- 19-200 - Grajewo
- 19-300 - Ełk
- 19-400 à 19-402 - Olecko
- 19-500 - Goldap

### 20-29
- 20-001 à 20-999 - Lublin
- 21-010 - Łęczna
- 21-040 - Świdnik
- 21-100 - Lubartów
- 21-200 - Parczew
- 21-300, 21-315 - Radzyń PodlaskiIłża
- 21-400 - Łuków
- 21-500 à 21-502, 21-506, 21-527 - Biała Podlaska
- 22-100 à 22-118 - Chełm
- 22-200 - Włodawa
- 22-300 - Krasnystaw
- 22-360 - Rejowiec
- 22-400 - Zamość
- 22-500 - Hrubieszów
- 22-600 - Tomaszów Lubelski
- 23-200, 23-210 Kraśnik
- 23-300 - Janów Lubelski
- 23-400 à 23-403 - Biłgoraj
- 24-100 à 24-112 Puławy
- 25-001 à 25-900 Kielce
- 26-200 - Końskie
- 26-300 - Opoczno
- 26-400 - Przysucha
- 26-500 - Szydłowiec
- 26-600 - Radom
- 26-700 - Zwoleń
- 26-800 - Białobrzegi
- 26-900 - Kozienice
- 27-100 - Iłża
- 27-300 - Lipsko
- 27-400 - Ostrowiec Świętokrzyski
- 27-500 - Opatów
- 27-600 - Sandomierz
- 28-100 - Busko-Zdrój
- 28-200 - Staszów
- 28-300 - Jędrzejów
- 28-400 - Pińczów
- 28-500 - Kazimierza Wielka
- 29-100 - Włoszczowa

### 30-39
- 28-826 Sobieszczany
- 30-024 à 31-962 - Cracovie
- 32-020 - Wieliczka
- 32-100 - Proszowice
- 32-200 - Miechów
- 32-300 - Olkusz
- 32-400 - Myślenice
- 32-500 à 32-503 - Chrzanów
- 32-60. - Oświęcim
- 32-700 - Bochnia
- 32-800 - Brzesko
- 33-100 à 33-110 - Tarnów
- 33-200 - Dąbrowa Tarnowska
- 33-300 à 33-308, 33-310, 33-320 - Nowy Sącz
- 33-390 - Gmina Łącko
- 34-100 - Wadowice
- 34-200 - Sucha Beskidzka
- 34-300 à 34-330 - Żywiec
- 34-400 à 34-403 - Nowy Targ
- 34-500 à 34-504 - Zakopane
- 34-600, 34-601, 34-651 - Limanowa
- 35-000 à 35-900 - Rzeszów
- 36-100 - Kolbuszowa
- 36-200 - Brzozów
- 37-200 - Przeworsk
- 37-500 - Jarosław
- 37-100 - Łańcut
- 37-300 - Lezajsk
- 37-400 - Nisko
- 37-450 à 37-464 Stalowa Wola
- 37-600 - Lubaczów
- 37-700 à 37-720 - Przemyśl
- 38-100 - Strzyżów
- 38-200 à 38-211 - Jasło
- 38-300 et 38-320 - Gorlice
- 38-400 - Krosno
- 38-500 - Sanok
- 38-600 - Lesko
- 38-700 à 38-714 - Ustrzyki Dolne
- 39-100 - Ropczyce
- 39-200 à 39-210 - Dębica
- 39-300 à 39-303, 39-323 - Mielec
- 39-400 - Tarnobrzeg

### 40-49
- 40-001 à 40-999 - Katowice
- 41-100 à 41-106 - Siemianowice Slaskie
- 41-200 à 41-225 - Sosnowiec
- 41-300 à 41-3.., 42-500 à 42-530 - Dąbrowa Górnicza
- 41-400 à 41-412 - Myslowice
- 41-500 à 41-506 - Chorzów
- 41-600 à 41-608 - Świętochłowice
- 41-700 à 41-718 - Ruda Slaska
- 41-800 à 41-820 - Zabrze
- 41-900 à 41-936 - Bytom
- 41-940 à 41-949 - Piekary Slaskie
- 42-100 - Kłobuck
- 42-20. via 42-8.. - Częstochowa
- 42-300 - Myszków
- 42-400 à 42-431 - Zawiercie
- 42-500 - Będzin
- 42-600 à 42-609, 42-680, 42-612 - Tarnowskie Góry
- 42-700 à 42-715 - Lubliniec
- 43-100 à 43-135 - Tychy
- 43-190 à 43-197 - Mikołów
- 43-200 - Pszczyna
- 43-300 à  43-382 - Bielsko-Biała
- 43-400 - Cieszyn
- 43-600 à 43-618 - Jaworzno
- 44-100 à 44-164 - Gliwice
- 44-200 à 44-292 - Rybnik
- 44-286 à 44-373 - Wodzislaw Slaski
- 44-330 à 44-335, 44-268 - Jastrzębie Zdrój
- 45-0.. via45-8.. - Opole
- 46-100 - Namysłów
- 46-200 à 46-203 - Kluczbork
- 46-300 - Olesno
- 47-100 - Strzelce Opolskie
- 47-200, 47-220, 47-232 - Kedzierzyn-Kozle
- 47-300 et 47-303 - Krapkowice
- 47-400 à 47-445 - Racibórz
- 48-100 - Głubczyce
- 48-200 - Prudnik
- 48-300 - Nysa
- 49-300 - Brzeg

### 50-52
- 50-... Wrocław

### 60-69
- 60-001 à 61-890 - Poznań
- 62-065 - Grodzisk Wielkopolski
- 62-100 - Wągrowiec
- 62-200 à 62-210 - Gniezno
- 62-300 - Września
- 62-400 - Słupca
- 62-500 à 62-510 - Konin
- 62-600 - Koło
- 62-700 - Turek
- 62-800 à 62-821 - Kalisz
- 63-000 - Sroda Wielkopolska
- 63-100 - Śrem
- 63-200 - Jarocin
- 63-300 - Pleszew
- 63-400 à 63-417 - Ostrów Wielkopolski
- 63-500 - Ostrzeszów
- 63-600 - Kepno
- 63-700 à 63-710 - Krotoszyn
- 63-800 - Gostyń
- 63-900 - Rawicz
- 64-000 - Kościan
- 64-100 à 64-106, 64-110 - Leszno
- 64-200, 64-201 - Wolsztyn
- 64-300, 64-301 - Nowy Tomysl
- 64-400 - Międzychód
- 64-500 - Szamotuły
- 64-600 - Oborniki
- 64-700 - Czarnków
- 64-800 - Chodzież
- 64-900, 64-920, 64-931, 64-933 to 64-935, 64-970 - Piła
- 65-0.. via 65-6.. - Zielona Góra

### 70-79
- 70-017 à 71-871 - Szczecin
- 72-009, 72-010, 72-011 - Gmina Police
- 72-100 - Goleniów
- 72-300 - Gryfice
- 72-400 - Kamien Pomorski
- 72-600 à 72-612 - Swinoujscie
- 73-110 - Stargard Szczecinski
- 73-150 - Łobez
- 73-200, 73-201 - Choszczno
- 74-100 - Gryfino
- 74-200 - Pyrzyce
- 74-300 - Myślibórz
- 75-900, 75-902, 75-007, 75-016 - Koszalin
- 76–100 - Slawno
- 76-200 à 76-210, 76-215, 76-216, 76-218, 76-280 - Słupsk
- 77-100 - Bytów
- 77-300 - Człuchów
- 77-400 - Złotów
- 78-100 à 78-106 - Kołobrzeg
- 78-200 - Białogard
- 78-300 et 78-301 - Świdwin
- 78-400 - Szczecinek
- 78-500 - Drawsko Pomorskie
- 78-600 - Wałcz

### 80-89
- 80-... - Gdańsk
- 81-701 à 81-878 - Sopot
- 81-004 à 81-919 - Gdynia
- 82-100 - Nowy Dwór Gdański
- 82-300 à 82-315 - Elbląg
- 82-400 - Sztum
- 82-500 - Kwidzyn
- 83-000 - Pruszcz Gdański
- 83-110 - Tczew
- 83-200 - Starogard Gdański
- 83-300 - Kartuzy
- 83-400 à 83-401 - Kościerzyna
- 84-100 - Puck
- 84-200 à 84-204 - Wejherowo
- 84-230, 84-231, 84-232 - Rumia
- 84–300 à 84-310 - Lębork
- 85-001 to 85-915 - Bydgoszcz
- 86-100 to 86-105 - Świecie
- 86-200 - Chełmno
- 86-300 à 86-311 - Grudziądz
- 87-100 à 87-120 - Toruń
- 87-200 - Wąbrzeźno
- 87-300 à 87-302 - Brodnica
- 87-400 - Golub-Dobrzyń
- 87-500 - Rypin
- 87-600 - Lipno
- 87-700 - Aleksandrów Kujawski
- 87-800 à 87-810, 87-812, 87-814, 87-816 à 87-818, 87-822 Włocławek
- 88-100 - Inowrocław
- 88-200 - Radziejów
- 88-300 - Mogilno
- 88-400 - Żnin
- 89-100 - Nakło nad Notecią
- 89-400 - Sępólno Krajeńskie
- 89-500,89-501 - Tuchola
- 89-600, 89-604, 89-620 - Chojnice
- 89-606 - Charzykowy

### 90-99
- 90-001 à 94-413 Lódz
- 95-060 - Brzeziny
- 95-100 à 95-110 - Zgierz
- 95-200 - Pabianice
- 96-100 - Skierniewice
- 96-200 - 96-201 Rawa Mazowiecka
- 96-300 - Żyrardów
- 96-500 - Sochaczew
- 97-200 - Tomaszów Mazowiecki
- 97-300 à 97-312 - Piotrków Trybunalski
- 97-400 - Belchatów
- 97-500 - Radomsko
- 98-100 - Łask
- 98-200 - Sieradz
- 98-220 - Zduńska Wola
- 98-300 - Wieluń
- 98-330 - Pajęczno
- 98-400 - Wieruszów
- 99-100 - Łęczyca
- 99-200 - Poddebice
- 99-300 à 99-302 - Kutno
- 99-400 à 99-402 - Łowicz
- 99-400 - Łowicz
- 99-440 - Zduny